# Fin de siècle
 Fin de siècle trong Tiếng Pháp là cuối thế kỷ, một thuật ngữ mà có cả ý nghĩa tương tự trong tiếng Anh là chuyển giao thế kỷ (kết thúc một kỷ nguyên và khởi đầu của một kỉ nguyên khác). Thuật ngữ này thường được dùng để ám chỉ ''cuối thế kỷ 19''. Thời kỳ này được biết đến phổ biến là một giai đoạn trì trệ phát triển những năm 1873-1896, sau sự phát triển mau lẹ trong những năm đầu cuộc cách mạng công nghiệp lần thứ hai, nhưng đồng thời cũng là thời gian để hy vọng cho một sự khởi đầu mới. Tinh thần của thời fin de siècle thường đề cập đến những dấu ấn văn hóa nổi bật trong những năm 1880 và năm 1890, trong đó có sự buồn bực, hoài nghi, bi quan, và ''... một niềm tin phổ biến rằng nền văn minh sẽ bị suy tàn.'' .
Thuật ngữ " fin de siècle" thường được áp dụng trong nghệ thuật, đặc biệt chỉ nghệ thuật của Pháp thời kì này, vì đặc điểm của văn hoá này lần đầu tiên xuất hiện ở đó, nhưng phong trào này đã ảnh hưởng đến nhiều nước châu Âu. Thuật ngữ này trở nên phù hợp với tình cảm và các đặc điểm liên quan đến văn hoá, trái với việc chỉ tập trung vào sự công nhận lúc đầu của phong trào ở Pháp. Những ý tưởng và các mối quan tâm do các nghệ sỹ thời ''fin de siècle'' phát triển đã tạo ra động lực cho các phong trào như '' thơ tượng trưng'' và chủ nghĩa hiện đại.

Các chủ đề văn hóa chính trị của fin de siècle có rất nhiều tranh cãi và được coi là có ảnh hưởng lớn đến chủ nghĩa phát xít, sự phát triển của chủ nghĩa tư bản tài chính độc quyền sau này, tạo ra ý niệm của khoa học địa chính trị, bao gồm cả các lý thuyết về lebensraum của hittler.Giáo sư Lịch sử Địa lý ở các trường Đại học của Nottingham là Michael Heffernan và Mackubin Thomas Owens đã viết về nguồn gốc của địa chính trị: "Các ý kiến cho rằng dự án này cần một cái tên mới trong 1899 đã phản ánh một niềm tin, rằng những thay đổi diễn ra trong hệ thống kinh tế và chính trị toàn cầu là những cơn địa chấn", "Thế giới mới - thế kỷ hai mươi sẽ cần phải được hiểu trọn vẹn, như thể toàn cầu được tập hợp lại." Công nghệ và truyền thông toàn cầu làm cho thế giới trở nên nhỏ bé và trở thành một hệ thống duy nhất; thời gian được đặc trưng bởi những ý tưởng chập chạp và một " thế giới duy nhất không tưởng", tiếp tục tiến xa hơn những ý tưởng khác.
Cái mà bây giờ chúng ta nghĩ về địa chính trị có nguồn gốc từ châu Âu nhằm đáp ứng sự thay đổi với công nghệ mới... và việc tạo ra một "hệ thống chính trị khép kín" của các nước đế quốc châu Âu đã làm lung lay biên giới của thế giới.'

Các chủ đề chính trị lớn của thời đại là của cuộc nổi dậy chống lại chủ nghĩa duy vật, duy lý, thực chứng, xã hội tư sản và tự do dân chủ. Fin de siècle ảnh hưởng đến cảm xúc, chủ nghĩa phi lý, chủ nghĩa chủ quan, và chủ nghĩa sống động, trong khi tư duy của thời đại đã chứng kiến nền văn minh như đang trong khủng hoảng và đòi hỏi một giải pháp tổng thể và lớn.

## ''Hội chứng''Fin-de-siècle
Michael Heffernan trong bài báo của mình (2000) có tựa đề là "Fin de Siècle, Fin du Monde?" tìm thấy trong thiên chúa giáo trên thế giới, thứ mà anh gọi là "hội chứng của Fin de Siècle". Năm 2000, nó diễn ra dưới dạng trao đổi thông tin trên máy tính. Fins de siècle được đi kèm với kỳ vọng trong tương lai:
Những thay đổi đang thực sự diễn ra tại các sự việc này có khuynh hướng có thêm các lớp ý nghĩa (đôi khi thần bí). Điều này chắc chắn đã xảy ra trong những năm 1890, thập kỷ của "sự gợi cảm về ngữ nghĩa" khi mọi thứ dường như là một dấu hiệu, một dấu hiệu cho một sự chia rẽ căn bản trong tương lai hoặc là biến động thảm khốc... Thuật ngữ gốc của tiếng Pháp, có nghĩa là "cuối thế kỷ" trở thành một cụm từ bắt chước để mô tả tất cả mọi thứ từ phong cách kiến trúc, nghệ thuật... đến các cuộc tranh luận rộng lớn hơn, thường xuyên đem tới thèm khát về quá khứ, hiện tại và tương lai vào đêm trước của một thế kỷ mới.Fin de siècle" có xu hướng cho rằng sự chuyển tiếp của thế kỷ XIX sẽ là một sự thay đổi lịch sử cơ bản, một sự phá vỡ rõ ràng với quá khứ.

## Lý thuyết thoái hóa

Arthur Schopenhauer, nhà triết học người Đức, có triết lý ảnh hưởng văn hóa của fin de siècle.

Lý thuyết thoái hóa của B. A. Morel cho rằng mặc dù xã hội có thể tiến bộ, họ có thể vẫn còn duy trì trạng thái tĩnh hoặc thậm chí thoái hóa nếu bị ảnh hưởng bởi một môi trường thiếu sót, chẳng hạn như điều kiện quốc gia hoặc ảnh hưởng văn hóa từ bên ngoài. Thoái hóa này có thể được truyền từ đời này sang đời khác, kết quả là ngu xuẩn và lão suy do ảnh hưởng di truyền. Trong cuốn Thoái hóa của Max Nordau cho rằng hai đặc điểm nổi trội của những thoái hóa trong một xã hội liên quan đến hưng, ngã và thần bí. Thuật ngữ trước đây được hiểu có nghĩa là mức độ tự hấp thu và sự chú ý bất hợp lý về những cảm xúc và hoạt động của chính mình, như thể thấy được trong bản chất cực kỳ mô tả chi tiết; sau này đề cập đến khả năng suy giảm nhận thức chính vào ý tưởng phát triển đầy đủ, chủ yếu nêu trong tượng trưng hoạt động. Việc Nordau đối xử với những đặc điểm thoái hoá này làm cho nhận thức về một thế giới rơi vào suy thoái thông qua suy thoái suy thoái kinh tế, và ảnh hưởng đến chủ nghĩa bi quan phát triển trong ý thức triết học của châu Âu.
Như các công dân lúc đó, thái độ mọi người có khuynh hướng hướng tới khoa học để cố giải mã thế giới mà họ sống. Trọng tâm tâm sinh lý, bây giờ là tâm lý học, một phần quan trọng của xã hội fin de siècle trong đó nghiên cứu một chủ đề không thể mô tả qua chủ nghĩa lãng mạn, nhưng dựa vào những đặc điểm được nhìn thấy để gợi ý cách thức trí tuệ hoạt động, cũng như biểu tượng. Khái niệm thiên tài đã trở lại với ý thức phổ thông trong khoảng thời gian này thông qua công trình của Max Nordau với sự thoái hoá, thúc đẩy nghiên cứu của các nghệ sĩ bị cho là bị ảnh hưởng bởi thoái hóa xã hội và những ngăn cách ngu xuẩn từ thiên tài. Các thiên tài và kẻ ngu ngốc được xác định có đặc điểm tương tự như tính cách nhân vật, bao gồm les delires des grandeurs và la folie du doute. Thứ nhất, Les delires des grandeurs, có nghĩa là ảo tưởng về sự hùng vĩ, bắt đầu với một tầm quan trọng không cân xứng trong các hoạt động của chính mình và dẫn đến cảm giác xa lánh, như Nordau mô tả trong Baudelaire, cũng như đặc tính thứ hai, la folie du doute, sự điên rồ của nghi ngờ, trong đó bao gồm do dự mãnh liệt và mối bận tâm cực đoan chi tiết tới từng phút. Sự khác biệt giữa thiên tài thoái hóa và điên cuồng hóa biến thành kiến thức sâu rộng được tổ chức bởi một thiên tài ở một vài khu vực kết hợp với niềm tin vào ưu thế của chính mình. Cùng với nhau, những đặc điểm tâm lý hỗ trợ sự độc đáo, lập dị, và một cảm giác xa lánh, tất cả các triệu chứng của la mal du siècle rằng ảnh hưởng giới trẻ Pháp vào đầu thế kỷ 19 tới tận khi mở rộng ra bên ngoài và cuối cùng ảnh hưởng đến phần còn lại của châu Âu tiếp tới thời điểm chuyển giao thế kỷ.

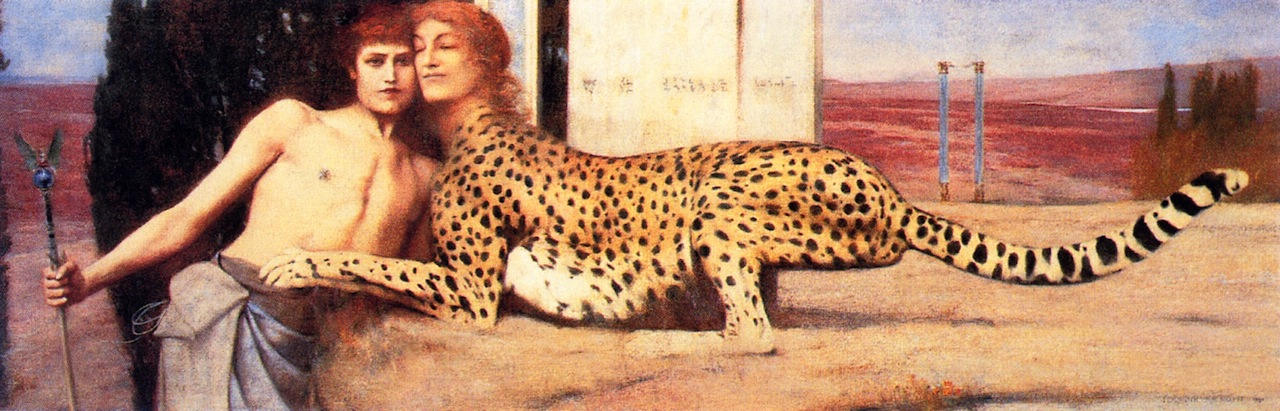
Bỉ tượng trưng Sau Khnopff's Các vuốt Ve

## Chủ nghĩa bi quan

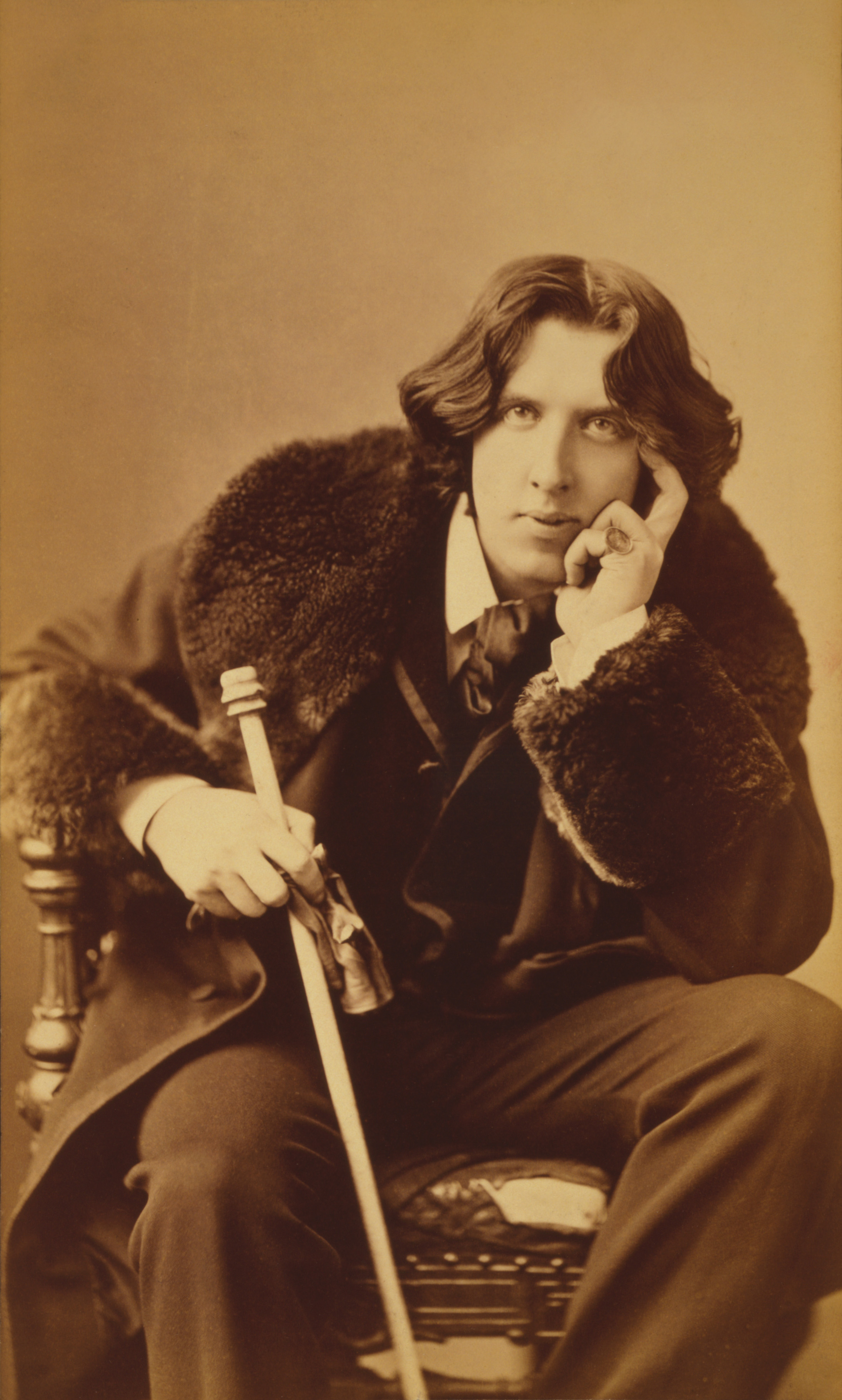
Irish Thẩm mỹ nhà văn Oscar Wilde

Quan niệm không gian của người Anh bị ảnh hưởng bởi những triết lý của chủ nghĩa bi quan đang quét khắp châu Âu, bắt đầu từ tác phẩm của nhà triết học Arthur Schopenhauer từ năm 1860 và dần dần ảnh hưởng đến các nghệ sĩ quốc tế. R. H. Goodale xác định 235 bài luận của tác giả Anh và Mỹ về chủ nghĩa bi quan, từ năm 1871 đến 1900, cho thấy sự nổi bật của chủ nghĩa bi quan kết hợp với hệ tư tưởng Anh. Hơn nữa, những nhận xét của Oscar Wilde về chủ nghĩa bi quan trong các tác phẩm của ông cho thấy sự liên quan của hệ tư tưởng đối với tiếng Anh. Trong Một người Chồng lý Tưởng,  nhân vật chính của Wilde hỏi một nhân vật khác liệu "trong trái tim, [cô ấy] là một người lạc quan hay một người bi quan ? có vẻ như chỉ có hai tôn giáo thời trang đã để lại cho chúng ta ngày nay." Wilde phản ánh triết học cá nhân quan trọng về mặt văn hoá so với tôn giáo dẫn đến lý thuyết thoái hoá, như áp dụng cho ảnh hưởng của Baudelaire đối với các quốc gia khác. [13] Tuy nhiên, Chủ nghĩa lãng mạn lạc quan phổ biến trước đó trong thế kỷ cũng sẽ ảnh hưởng đến phong cảnh tư tưởng chuyển dịch. Chủ nghĩa bi quan thời hiện đại xuất hiện một lần nữa trong cuốn Tầm quan trọng của sự giàu có của Wilde, được viết cùng năm:
Algernon: Tôi hy vọng ngày mai sẽ là một ngày đẹp trời, Lane.
Lane: Nó không bao giờ là, thưa ngài.
Algernon: Lane, cậu quả là một người cục kì bi quan đấy.
Lane: Tôi làm hết sức mình để đem lại sự hài lòng, thưa ngài.

Lane như một triết gia từ 1895, kiềm chế sự lạc quan của ông chủ về thời tiết bằng cách nhắc nhở Algernon trên thế giới thường hoạt động như thế nào. Bi quan của mình cho sự hài lòng cho Algernon; đầy tớ hoàn hảo của một quý ông là một người biết triết lý. Tác phẩm của Charles Baudelaire thể hiện một số sự bi quan ngoài mong đợi của thời đại, và công trình của ông với hiện đại đã minh hoạ cho sự suy sụp và tàn úa của nghệ thuật Pháp trong lúc chuyển giao thế kỉ là sự dung hòa,  trong khi tác phẩm của ông với biểu tượng thúc đẩy thần bí Nordau kết hợp với các nghệ sĩ Fin de siècle. Baudelaire tiên phong của bản dịch của Edgar Allan Poe là câu hỗ trợ các thẩm mỹ vai trò của bản dịch trong vây de bạn văn hóa trong khi riêng của mình làm ảnh hưởng tiếng pháp và tiếng Anh nghệ sĩ thông qua việc sử dụng của thời hiện đại, và các biểu tượng. Baudelaire ảnh hưởng khác pháp nghệ sĩ như Arthur Yêu, tác giả của René có nghia nhân vật hiển thị các mal du bạn đó, phụ Nữ trẻ tuổi hiển thị. Baudelaire, Yêu tinh và các đương thời của họ được biết đến như pháp decadents, một nhóm đó chịu ảnh hưởng của anh đối aesthetes như Oscar Wilde. Cả hai nhóm tin mục đích của nghệ thuật đã gợi lên một phản ứng cảm xúc và chứng minh vẻ đẹp vốn có trong tự nhiên như trái ngược với cố gắng để dạy cho các khán giả của một sai lầm ý thức đạo đức.

## Văn học ước
Trong Victoria vây de bạn, những chủ đề của thoái hóa và lo âu đang thể hiện không chỉ thông qua vật chất cảnh đó cung cấp một nền cho Gothic Văn học, nhưng cũng qua cơ thể con người. Hoạt động như Robert Louis Stevenson Hợp kỳ Lạ của Tiến sĩ Jekyll và Ngài Hyde (1886), Oscar Wilde là Những hình Ảnh của Dorian Gray (Năm 1891); Arthur Vẻ của thiên Chúa Pan (Năm 1894); H. G. Wells, cỗ Máy Thời gian (1895) và Lời tiên tri của Dracula (năm 1897) tất cả khám phá những chủ đề của sự thay đổi, phát triển, tiến hóa, đột biến, tham nhũng và sâu trong mối quan hệ với cơ thể con người và tâm trí. Các tác phẩm văn học ước đã phản ảnh trực tiếp của nhiều tiến hóa, khoa học xã hội và y tế lý thuyết và tiến bộ mà xuất hiện với sự kết thúc của Thế kỷ 19.

## Nghệ thuật, ước

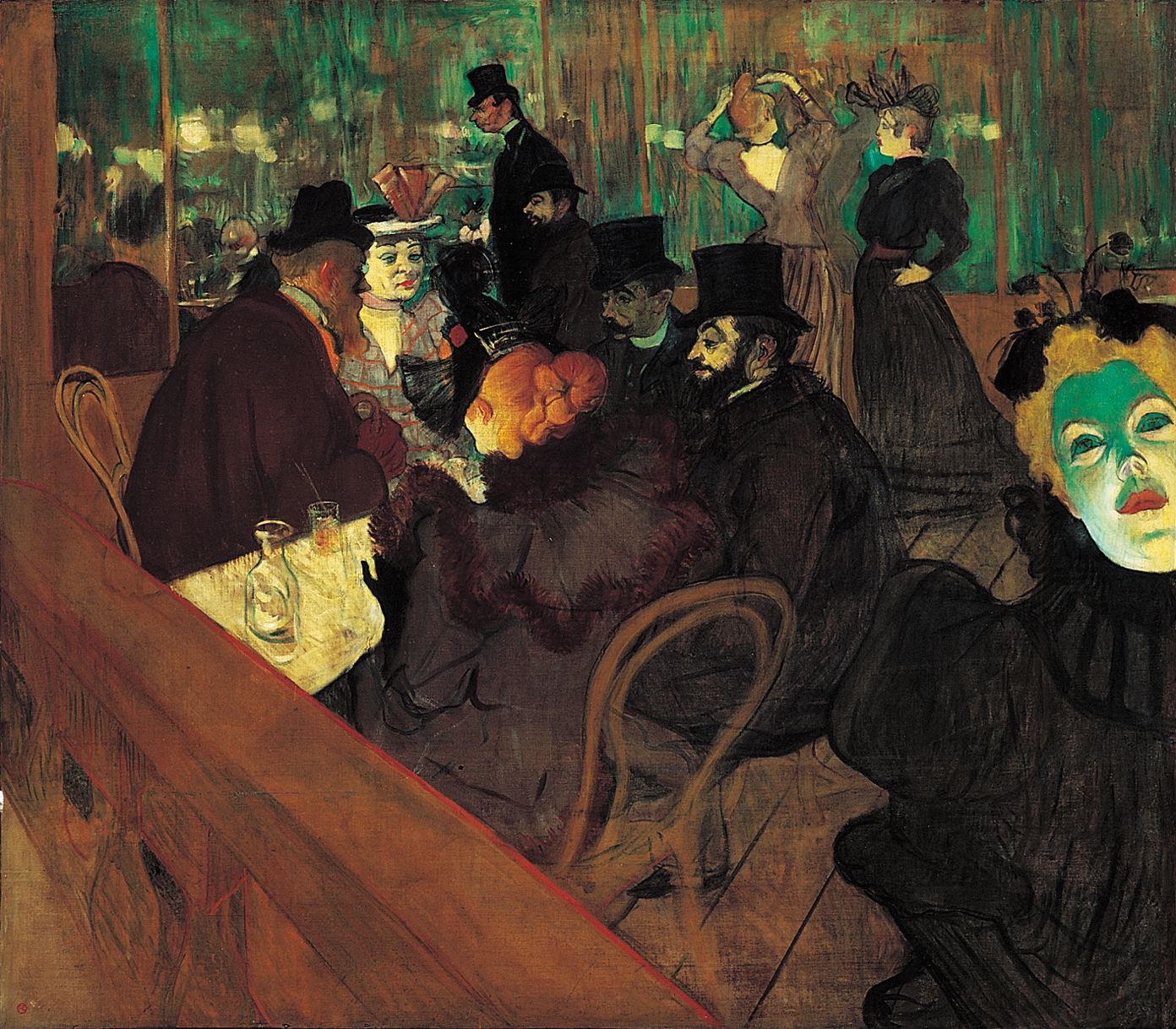
Tại Moulin Rouge (1895), một bức tranh của Henri Toulouse-Lautrec mà bắt sôi động và suy đồi tinh thần của xã hội trong vây de bạn

Các hoạt động của Decadents và Aesthetes có những dấu hiệu điển hình của vây de bạn nghệ thuật. Này Jackson là mười Tám năm chín mươi mô tả các đặc tính của anh suy đồi, đó là: hư hỏng, giả tạo, ích kỷ, và tò mò.
Đặc điểm đầu tiên là mối quan tâm cho các ngoan, ô uế, không tự nhiên. lãng Mạn khuyến khích khán giả xem vật chất đặc điểm như chỉ dẫn của một người tự bên trong, trong khi các vây de bạn nghệ sĩ chấp nhận vẻ đẹp như các cơ sở của cuộc sống, và rất có giá trị đó mà không được thông thường đẹp.

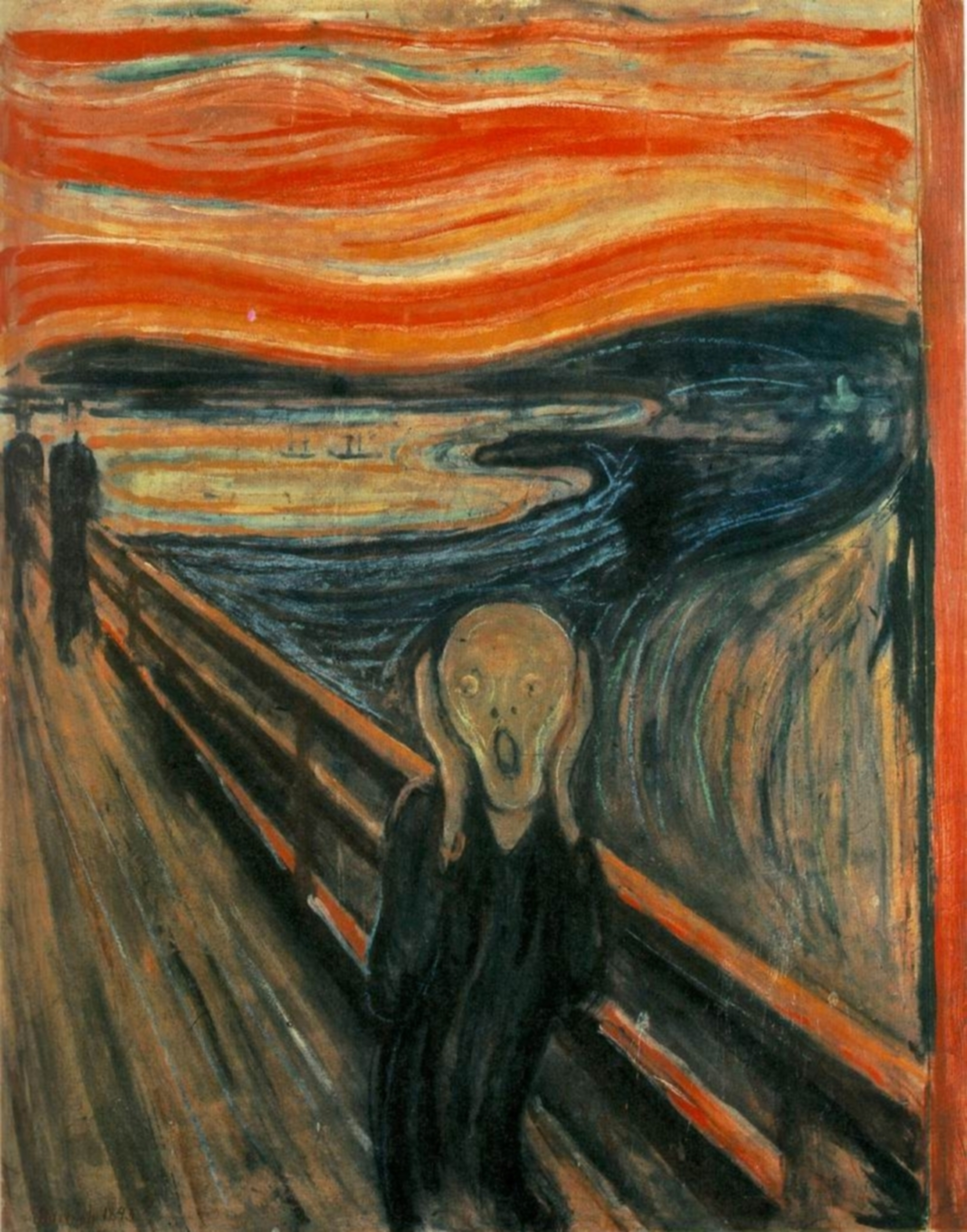
Thét (1893), một biểu hiện được vẽ bởi Ông Nhai là một biểu tượng của văn hóa nổi bật vây de bạn thời đại.

Niềm tin này trong vẻ đẹp trong các khốn khổ dẫn đến sự ám ảnh với khéo léo và biểu tượng, như là nghệ sĩ từ chối khôn tả ý tưởng của vẻ đẹp ủng hộ của các trừu tượng. Qua các biểu tượng, aesthetes có thể gợi lại tình cảm và ý tưởng của họ khán giả mà không dựa trên một sai lầm sự hiểu biết chung của thế giới.
Đặc điểm thứ ba của nền văn hóa là ích kỷ, một thuật ngữ tương tự như của ego-mania, có nghĩa là không chú ý được đặt trên một trong những nỗ lực của riêng. Điều này có thể dẫn đến một loại chuyển nhượng và đau khổ, như trong trường hợp của Baudelaire, và làm thế nào thẩm mỹ nghệ sĩ đã chọn thành phố trên nước như là một kết quả của họ ác cảm với thiên nhiên.
Cuối cùng, tò mò được nhận dạng qua ảo thuật và các thăm dò của ác hoặc vô đạo đức, tập trung vào bệnh hoạn và rùng rợn, nhưng mà không áp đặt bất kỳ bài học đạo đức trên khán giả.